# سيب وأنا أسيب (فلم)
سيب وأنا أسيب فيلم مصري من إنتاج عام 2024. وتاريخ عرضه يوافق عشية عيد الفطر في مصر 1425 هـ.
الفيلم هو أول فيلم يخرجه وائل شركس. وقصته مستوحاة من قصة الفيلم الأمريكي وحيد في المنزل.

## قصة الفيلم
يسافر "فريد" رجل الأعمال للخارج في مهمة مفاجئة فيترك أولاده وهما طفلة وطفل في فيلا في رعاية شابين هما "كريم" و"حليم". يستعرض الفيلم طبيعة العلاقة بين الطفلين والشابين، حيث يظهر الفرق بين جيلين مختلفين، فنرى أطفال في قمة الذكاء تتعامل مع التكنولوجيا بينما الشابين في حالة ضياع واستهتار نتيجة ظروف معيشة وتعليم مختل. من هنا تنشأ مجموعة من المواقف والصراعات التي دائما ينتصر فيها ذكاء الأطفال على عشوائية الشابين وسذاجتهم حتى تحدث المفاجئة ويتورط الجميع في مواجهة صعبة أمام قوة مجهولة، فيتحد الجميع لمواجهة الخطر.

## بطولة
- عمرو واكد: كريم
- طارق عبد العزيز: حليم
- عزت أبو عوف: فريد بيه مدير في الشركة
- يوسف عثمان: يوسف ابن فريد بيه وأخ الكبير لرنا
- مها عمار: رنا ابنة فريد بيه واخت الصغيرة ليوسف
- لانا سعيد: منى مدربة البيانو ليوسف ورنا
- منى هلا: سلمى مدربة ايروبكس ليوسف ورنا
- عبد الله مشرف: عبد الرحيم خال لكريم وأخ أم كريم
- أنعام سالوسة: أم كريم التي تعاني مرض الزهايمر

## روابط خارجية
- مقالات تستعمل روابط فنية بلا صلة مع ويكي بيانات